# Gina Bass
Gina Bass (Toubacouta, 3 maggio 1995) è una velocista gambiana.

## Biografia
È nata a Toubacouta in Senegal.

## Palmarès
| Anno | Manifestazione      | Sede           | Evento      | Risultato  | Prestazione | Note                                     |
| ---- | ------------------- | -------------- | ----------- | ---------- | ----------- | ---------------------------------------- |
| 2011 | Mondiali allievi    | Lilla          | 100 m piani | Batteria   | 12"44       |                                          |
| 2015 | Giochi panafricani  | Brazzaville    | 100 m piani | Semifinale | 11"97       |                                          |
| 2015 | Giochi panafricani  | Brazzaville    | 200 m piani | Semifinale | 24"13       | Record nazionale                         |
| 2016 | Campionati africani | Durban         | 100 m piani | Semifinale | 11"63       |                                          |
| 2016 | Campionati africani | Durban         | 200 m piani | Bronzo     | 22"92       |                                          |
| 2016 | Giochi olimpici     | Rio de Janeiro | 200 m piani | Batteria   | 23"43       |                                          |
| 2017 | Mondiali            | Londra         | 200 m piani | Batteria   | 23"56       |                                          |
| 2018 | Commonwealth        | Gold Coast     | 100 m piani | Semifinale | 11"64       |                                          |
| 2018 | Commonwealth        | Gold Coast     | 200 m piani | Semifinale | 23"60       |                                          |
| 2018 | Campionati africani | Asaba          | 100 m piani | 8ª         | 11"85       |                                          |
| 2018 | Campionati africani | Asaba          | 200 m piani | 4ª         | 23"40       |                                          |
| 2019 | Giochi panafricani  | Rabat          | 100 m piani | Argento    | 11"13       | Record nazionale                         |
| 2019 | Giochi panafricani  | Rabat          | 200 m piani | Oro        | 22"58       | Record nazionale                         |
| 2019 | Mondiali            | Doha           | 100 m piani | Semifinale | 11"24       |                                          |
| 2019 | Mondiali            | Doha           | 200 m piani | 6ª         | 22"71       |                                          |
| 2021 | Giochi olimpici     | Tokyo          | 100 m piani | Semifinale | 11"16       |                                          |
| 2021 | Giochi olimpici     | Tokyo          | 200 m piani | Semifinale | 22"67       |                                          |
| 2022 | Mondiali indoor     | Belgrado       | 60 m piani  | Semifinale | 7"31        |                                          |
| 2022 | Campionati africani | Saint Pierre   | 100 m piani | Oro        | 11"06       | w                                        |
| 2022 | Campionati africani | Saint Pierre   | 4×100 m     | Bronzo     | 44"97       | Record nazionale                         |
| 2022 | Mondiali            | Eugene         | 200 m piani | Semifinale | 22"71       | Miglior prestazione personale stagionale |
| 2022 | Commonwealth        | Birmingham     | 200 m piani | 5ª         | 23"13       |                                          |
| 2023 | Mondiali            | Budapest       | 100 m piani | Semifinale | 11"19       |                                          |
| 2023 | Mondiali            | Budapest       | 200 m piani | Semifinale | 23"10       |                                          |
| 2024 | Giochi panafricani  | Accra          | 100 m piani | Oro        | 11"36       |                                          |
| 2024 | Giochi panafricani  | Accra          | 200 m piani | Oro        | 23"13       |                                          |
| 2024 | Campionati africani | Douala         | 100 m piani | Oro        | 11"14       |                                          |
| 2024 | Campionati africani | Douala         | 4x100 m     | Batteria   | 55"21       |                                          |
| 2024 | Giochi olimpici     | Parigi         | 100 m piani | Semifinale | 11"10       |                                          |